# Asura

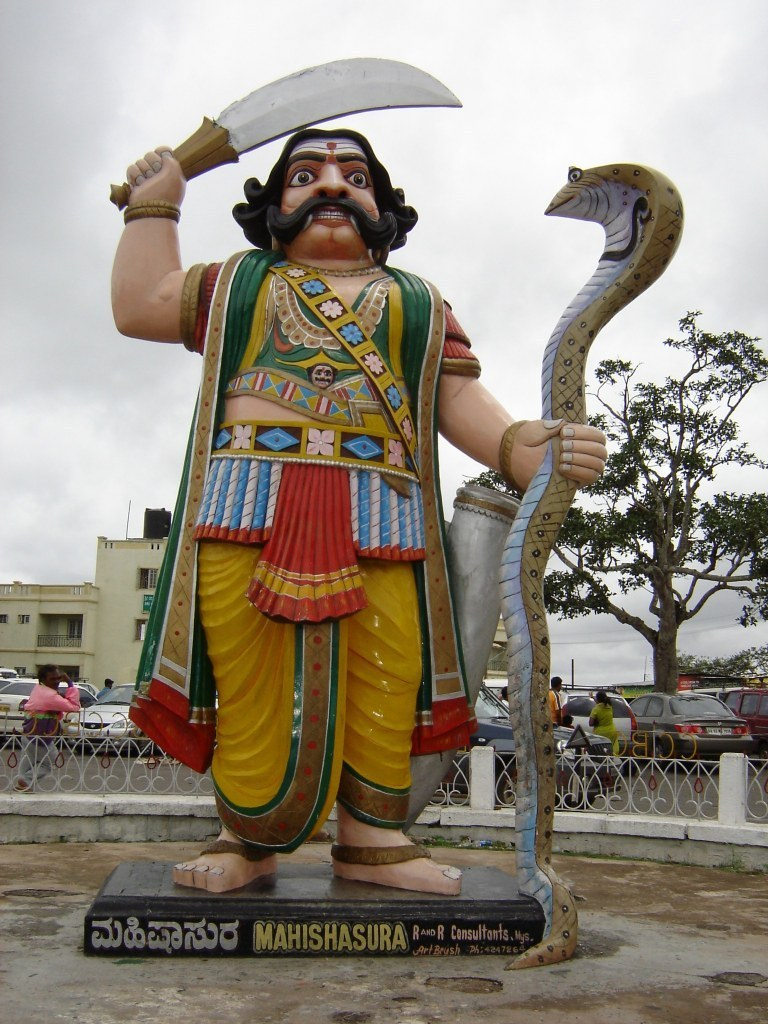
Statue de l'asura Mahîshâsura à Mysore.

Les asuras sont des êtres démoniaques dans la mythologie de l'hindouisme. Ils apparaissent originellement comme un groupe particulier des deva (parfois appelés sura) avant de devenir dans l'Inde brahmanique leurs ennemis (divins en Iran, démoniaques en Inde).

## Leur origine
Le vocable védique désignait une créature divine et servit à qualifier des dieux comme Indra, Agni et Varuna. Puis, à la suite d'un détournement de sens, le mot qui était un dérivé de asu, le souffle, la vie, devint un non-dieu par métanalyse du mot comme étant construit avec surra, dieu, précédé du préfixe sanscrit privatif a. On retrouve d'ailleurs les dénominations ahura et deva dans le zoroastrisme mais les significations sont inversées, les ahura y étant des créatures du bien alors que les deva y sont celles du mal, ce que semble induire une origine commune aux peuples qui ont engendré ces croyances.
Condamnés à vivre dans les régions inférieures dans les palais construits par leur architecte Maya, leurs tentatives pour conquérir les cieux est dans l'hindouisme classique à l'origine de la tension permanente qui les oppose aux dieux.
Puissants par nature, ils peuvent accroître leur pouvoir grâce à l'ascèse. En effet, au terme d'une ascèse, le dieu Brahmâ accorde une faveur à l'ascète méritant, sans faire de distinction quant à son identité et à sa nature. Et comme ils engendrent des catastrophes cosmiques en oppressant les créatures, du fait de leurs nombreux pouvoirs ascétiques dévoyés, le dieu Vishnou est obligé de s'incarner pour rétablir l'ordre universel (Dharma) grâce à ces Avatârs innombrables, dont les principaux et plus célèbres sont au nombre de dix ; c'est le sujet du Râmâyana, par exemple.

## Leurs histoires
Dans ce cas, les asura peuvent acquérir une telle puissance que l'intervention des divinités majeures, Shiva ou Vishnu qui descend sur terre (avatar) est nécessaire. Cette opposition est au cœur de la plupart des récits mythologiques indiens :
- Dans le Rāmāyana, Vishnu s'incarne en Râma pour lutter contre le démon Ravana qui avait acquis l'invincibilité mais avait par mépris négligé d'inclure l'homme parmi ses ennemis potentiels
- Dans le Mahābhārata, les dieux s'incarnent dans les cinq Pândava pour lutter contre les cent Kaurava considérés comme des incarnations d'asura.

Parmi les asura contre lesquels a dû lutter Vishnu, on peut compter Ravana (avatar : Râma), Hiranyakashipu (avatar : Narasimha) ou encore Bali (avatar du nain brahmane Vamana).
L'avatar Krishna dut lutter contre de nombreux asura notamment pendant son enfance où il dut vaincre tous les démons envoyés par son oncle malveillant, Kamsa, pour le tuer.
Shiva est connu pour avoir vaincu l'asura éléphant Gajâsura, Andhaka, et avoir détruit les trois forteresses en or, en argent et en fer que les fils de l'asura Târaka avaient fait bâtir dans les cieux par Maya.
Le combat le plus connu de la déesse Durgâ est celui qu'elle livra contre l'esprit polymorphe Mahisha (le « Buffle », forme qu'il avait initialement adopté) ce qui lui a valu l'épithète de Mahishamardinî ou Mahishâsuramardinî, la tueuse du démon buffle.
Parmi les navagraha, Rahu (l'éclipse) et Ketu (la comète) sont considérés comme les deux parties du corps de l'asura qui avait tenté de dérober la liqueur d'immortalité amrita lors du barattage de la mer de lait, tandis que Shukra (Vénus) est considéré comme le précepteur et le « chapelain » (purohita : responsable du culte) des asura.
Certains asura repentis viennent parfois en aide aux dieux, la rédemption leur est donc possible.

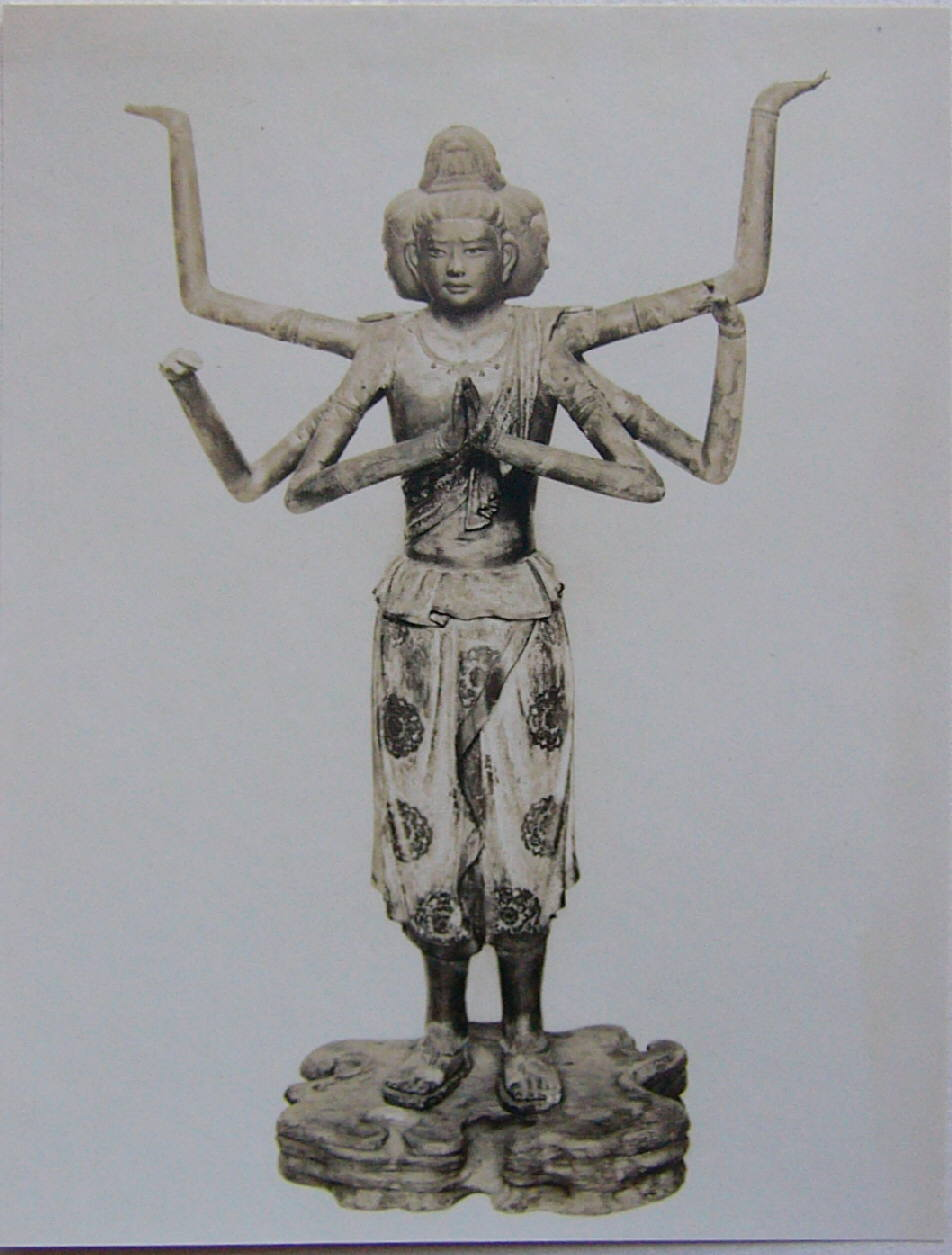
Un Asura, Ashura en japonais, à six bras et trois têtes, protecteur du Dharma et du Bouddha. Statue creuse colorée: laque, tissu, bois. H: 1.49m. Datation: 734. Temple Kōfuku-ji,salle dorée, aile Ouest, Nara, Japon.

## Bouddhisme japonais
Les asura (aussi ashura) japonais sont des gardiens et protecteurs de la loi et du Bouddha. On les représente avec trois têtes et six bras, et ils sont commandés par Taishakuten, qui serait en Inde un ennemi héréditaire. Une célèbre représentation d'Asura date de l'époque de Nara (710 – 794), réalisée en laque sèche, et conservée au Kōfuku-ji de Nara (voir illustration ci-contre).

### Bouddhisme tibétain
Les asuras sont décrits comme des êtres jaloux, paranoïaques et belliqueux. Comme dans la mythologie indienne, ils jalousent l'énergie divine et complotent, bataillent contre les dieux. Ils sont parfois appelés anti-dieux.
Dans la description des cycles des naissances et des morts, la jalousie est l'émotion qui induit les renaissances asuras. Là, la jalousie devient le moteur psychique majeur de ces êtres. Les querelles, batailles, meurtres, médisances... et autres activités néfastes qui en découlent les font renaître dans les enfers.
D'autres textes décrivent la jalousie, émotion répandue, comme une énergie blafarde, verte, froide, qui gèle les belles qualités des autres en les empêchant de se déployer (le gel asura). 
Selon l'école Mahayana l'antidote à la jalousie est la réjouissance : se réjouir de belles qualités des autres permet d'empêcher la jalousie de se développer. Des textes précisent que se réjouir sincèrement d'une qualité offre à la personne qui se réjouit les mêmes résultats que si elle avait elle-même cette qualité.
Dans le vajrayana, lorsque la jalousie est reconnue par l'esprit dans sa nature éphémère, conditionnée et vide d'existence autonome, elle se libère en la sagesse de l'activité éveillée des bouddhas. Cette sagesse est symbolisée par le Bouddha Amoghasiddhi.

## Jeux vidéo
Le jeu Asura's wrath édité par Capcom en 2012, fait référence à cette mythologie.

## Noms locaux desAsura
- Tibétain : Lha-ma-yin, Lha-min ;
- mongol : Assuri ;
- chinois : Axiuluo ;
- japonais : Ashura ;
- vietnamien : A tu la (parfois écrit avec des traits d'union : A-tu-la).

## Source
- Louis Frédéric, Dictionnaire de la civilisation indienne, Robert Laffont, 1987, 1276 p. (ISBN 2-221-01258-5).
- Louis Renou, Jean Filliozat, L'Inde Classique : Manuel des études indiennes, Tome I, réédition A.- Maisonneuve, Paris, 1985 (1re édition, Paris-Hanoï, E.F.E.O., 1953)
- N. Ramacandra Bhatt : La religion de Siva, 2000, p. 83 & suiv., Ed. Agama,  (ISBN 2911166094)